# Acacia hylonoma
Acacia hylonoma é uma espécie de leguminosa do gênero Acacia, pertencente à família Fabaceae.